# Campeonato Mundial de Halterofilismo de 2010 - Até 85 kg masculino
A categoria até 85 kg masculino foi um evento do Campeonato Mundial de Halterofilismo de 2010, disputado no Centro de Exposição de Antália, em Antália, na Turquia, entre 23 e 24 de setembro de 2010. 

## Calendário
Horário local (UTC+3)
| Dia            | Horário | Fase    |
| -------------- | ------- | ------- |
| 23 de setembro | 08:00   | Grupo D |
| 23 de setembro | 10:00   | Grupo C |
| 24 de setembro | 17:00   | Grupo B |
| 24 de setembro | 20:00   | Grupo A |

## Medalhistas
| Evento    | Ouro                   | Ouro   | Prata                   | Prata  | Bronze                 | Bronze |
| --------- | ---------------------- | ------ | ----------------------- | ------ | ---------------------- | ------ |
| Arranque  | Ara Khachatryan (ARM)  | 175 kg | Adrian Zieliński (POL)  | 173 kg | Aleksey Yufkin (RUS)   | 172 kg |
| Arremesso | Siarhei Lahun (BLR)    | 211 kg | Yoelmis Hernández (CUB) | 210 kg | Adrian Zieliński (POL) | 210 kg |
| Total     | Adrian Zieliński (POL) | 383 kg | Aleksey Yufkin (RUS)    | 380 kg | Siarhei Lahun (BLR)    | 377 kg |

## Recordes
Antes desta competição, o recorde mundial da prova era o seguinte:
| Recorde         | Tipo      | Atleta               | Peso   | Local      | Data                   |
| Recorde Mundial | Arranque  | Andrei Rybakou (BLR) | 187 kg | Chiang Mai | 22 de setembro de 2007 |
| Recorde Mundial | Arremesso | Zhang Yong (CHN)     | 218 kg | Ramat Gan  | 25 de abril de 1998    |
| Recorde Mundial | Total     | Lu Yong (CHN)        | 394 kg | Pequim     | 15 de agosto de 2008   |

## Resultado
Os resultados foram os seguintes. 
| Pos.              | Atleta                          | Grupo | Peso  | Arranque (kg) | Arranque (kg) | Arranque (kg) | Arranque (kg)     | Arremesso (kg) | Arremesso (kg) | Arremesso (kg) | Arremesso (kg)    | Total |
| Pos.              | Atleta                          | Grupo | Peso  | 1             | 2             | 3             | Resultado         | 1              | 2              | 3              | Resultado         | Total |
| ----------------- | ------------------------------- | ----- | ----- | ------------- | ------------- | ------------- | ----------------- | -------------- | -------------- | -------------- | ----------------- | ----- |
| Medalha de ouro   | Adrian Zieliński (POL)          | A     | 84.55 | 170           | 173           | 173           | Medalha de prata  | 202            | 206            | 210            | Medalha de bronze | 383   |
| Medalha de prata  | Aleksey Yufkin (RUS)            | A     | 84.68 | 165           | 170           | 172           | Medalha de bronze | 202            | 208            | 212            | 4                 | 380   |
| Medalha de bronze | Siarhei Lahun (BLR)             | A     | 83.84 | 166           | 166           | 170           | 6                 | 203            | 211            | 211            | Medalha de ouro   | 377   |
| 4                 | Yoelmis Hernández (CUB)         | B     | 83.05 | 152           | 158           | 164           | 10                | 200            | 206            | 210            | Medalha de prata  | 374   |
| 5                 | Lu Yong (CHN)                   | A     | 84.78 | 170           | 175           | 175           | 4                 | 202            | —              | —              | 6                 | 372   |
| 6                 | Mansurbek Chashemov (UZB)       | A     | 83.99 | 165           | 169           | 172           | 5                 | 200            | 206            | 206            | 9                 | 369   |
| 7                 | Gabriel Sîncrăian (ROU)         | A     | 84.90 | 160           | 165           | 170           | 9                 | 195            | 195            | 201            | 7                 | 366   |
| 8                 | Benjamin Hennequin (FRA)        | B     | 84.05 | 157           | 161           | 163           | 11                | 197            | 202            | 208            | 5                 | 365   |
| 9                 | Kim Kwang-hoon (KOR)            | A     | 82.61 | 157           | 162           | 162           | 12                | 200            | 200            | 210            | 8                 | 362   |
| 10                | Ruslan Nurudinov (UZB)          | A     | 84.37 | 165           | 165           | 169           | 7                 | 197            | 197            | 201            | 10                | 362   |
| 11                | Carlos Andica (COL)             | B     | 84.25 | 153           | 157           | 160           | 13                | 191            | 194            | 197            | 14                | 354   |
| 12                | Ragab Abdelhay (EGY)            | B     | 84.55 | 152           | 157           | 157           | 15                | 188            | 196            | 196            | 11                | 353   |
| 13                | Iurii Chykyda (UKR)             | B     | 84.81 | 155           | 160           | 160           | 14                | 185            | 192            | 192            | 16                | 352   |
| 14                | İzzet İnce (TUR)                | B     | 84.64 | 160           | 165           | 167           | 8                 | 181            | 186            | 190            | 18                | 351   |
| 15                | János Baranyai (HUN)            | C     | 84.43 | 147           | 152           | 155           | 18                | 186            | 190            | 195            | 12                | 350   |
| 16                | Ondrej Kutlík (SVK)             | C     | 84.77 | 147           | 152           | 153           | 27                | 188            | 195            | 200            | 13                | 342   |
| 17                | Rauli Tsirekidze (GEO)          | C     | 83.54 | 150           | 154           | 156           | 16                | 185            | 185            | 185            | 20                | 341   |
| 18                | Octavio Mejías (VEN)            | D     | 84.32 | 145           | 148           | 151           | 21                | 182            | 187            | 190            | 17                | 341   |
| 19                | Mansur Rejepow (TKM)            | C     | 84.21 | 155           | 160           | 160           | 17                | 180            | 180            | 185            | 21                | 340   |
| 20                | Tom Schwarzbach (GER)           | B     | 84.73 | 146           | 150           | 150           | 29                | 192            | 196            | 196            | 15                | 338   |
| 21                | Nailkhan Nabiyev (AZE)          | C     | 85.00 | 146           | 152           | 155           | 20                | 186            | 186            | 191            | 19                | 338   |
| 22                | Kostyantyn Selivanov (UKR)      | C     | 84.73 | 146           | 146           | 150           | 23                | 185            | 190            | 192            | 22                | 335   |
| 23                | Marius Mickevičius (LTU)        | C     | 84.90 | 150           | 150           | 153           | 19                | 176            | 181            | 181            | 25                | 334   |
| 24                | Pitaya Tibnoke (THA)            | C     | 84.74 | 148           | 152           | 152           | 25                | 185            | 190            | 190            | 23                | 333   |
| 25                | Matt Bruce (USA)                | C     | 84.80 | 142           | 145           | 150           | 24                | 180            | 186            | 186            | 27                | 330   |
| 26                | Konstantinos Papadopoulos (GRE) | C     | 84.74 | 146           | 150           | 150           | 30                | 175            | 180            | 182            | 24                | 328   |
| 27                | Alexandru Satalenco (MDA)       | C     | 84.56 | 146           | 151           | 151           | 28                | 180            | 180            | 180            | 26                | 326   |
| 28                | Yerbol Meirmanov (KAZ)          | D     | 83.69 | 140           | 145           | 150           | 22                | 170            | 175            | 180            | 28                | 325   |
| 29                | Mathieu Marineau (CAN)          | D     | 84.84 | 140           | 145           | 147           | 32                | 175            | 175            | 175            | 29                | 320   |
| 30                | Kubanychbek Toktonaliev (KGZ)   | D     | 84.95 | 145           | 150           | 150           | 33                | 173            | 174            | 181            | 30                | 319   |
| 31                | Paul Dumais (CAN)               | D     | 84.16 | 140           | 140           | 145           | 31                | 170            | 174            | 174            | 31                | 315   |
| 32                | Alex Alayan (URU)               | D     | 84.78 | 117           | 122           | 125           | 34                | 144            | 150            | 150            | 32                | 275   |
| —                 | Ara Khachatryan (ARM)           | A     | 83.05 | 170           | 175           | 175           | Medalha de ouro   | 201            | —              | —              | —                 | —     |
| —                 | Jasurbek Jumaýew (TKM)          | C     | 84.64 | 147           | 153           | 153           | 26                | 175            | 175            | 176            | —                 | —     |
| —                 | Vladimir Kuznetsov (KAZ)        | A     | 84.38 | 160           | 160           | 160           | —                 | —              | —              | —              | —                 | —     |
| —                 | Tigran Martirosyan (ARM)        | A     | 84.23 | 170           | 170           | 170           | —                 | —              | —              | —              | —                 | —     |
| —                 | Kendrick Farris (USA)           | B     | 83.89 | 150           | 150           | 150           | —                 | —              | —              | —              | —                 | —     |
| —                 | Raad Ameen (IRQ)                | D     | 83.53 | 143           | 146           | 146           | —                 | 175            | 180            | 180            | —                 | —     |
| —                 | Abbas Al-Qaisoum (KSA)          | D     | 84.24 | 135           | 142           | 145           | —                 | 165            | 174            | 174            | —                 | —     |
| —                 | Hansley Gaya (MRI)              | D     | 85.00 | 100           | 106           | 111           | —                 | 135            | 147            | 147            | —                 | —     |
| —                 | Amar Musić (CRO)                | B     | 84.67 | 156           | 156           | 158           | —                 | 195            | 200            | —              | —                 | —     |